# Гней Октавій (консул 128 року до н. е.)
Гней Октавій (середина II століття до н. е.) — політичний, державний та військовий діяч Римської республіки, консул 128 року до н. е.

## Життєпис
Походив з роду нобілів Октавіїв. Син Гнея Октавія, консула 165 року до н. е. 
У 128 році до н. е. його обрано консулом разом з Титом Аннієм Луском Руфом. Чогось суттєвого за його каденцію не відбулося. Надалі виступав як красномовець у судах.

## Родина
- Гней Октавій, консул 87 року до н. е.
- Марк Октавій, народний трибун між 99 та 87 роками до н. е.